# سامباوا
سامِبوا (انگلیسی: Sumbawa)جزیره‌ای در استان سوندای غربی در جنوب مرکزی اندونزی است.
این جزیره ۱۵۲۱۴٫۱۳ کیلومتر مربع مساحت و جمعیتش بیش از ۱٬۳۹۱٬۳۴۰ نفر می‌باشد.